# Launceston International
Launceston International – męski turniej tenisowy rangi ATP Challenger Tour. Rozgrywany na kortach twardych w australijskim Launceston od 2015 roku.

## Mecze finałowe

### Gra pojedyncza
| Rok  | Mistrz           | Finalista        | Wynik            |
| 2020 | Mohamed Safwat   | Alex Bolt        | 7:6(5), 6:1      |
| 2019 | Lloyd Harris     | Lorenzo Giustino | 6:2, 6:2         |
| 2018 | Marc Polmans     | Bradley Mousley  | 6:2, 6:2         |
| 2017 | Noah Rubin       | Mitchell Krueger | 6:0, 6:1         |
| 2016 | Blake Mott       | Andriej Gołubiew | 6:7(4), 6:1, 6:2 |
| 2015 | Bjorn Fratangelo | Chung Hyeon      | 4:6, 6:2, 7:5    |

### Gra podwójna
| Rok  | Mistrzowie                   | Finaliści                             | Wynik           |
| 2020 | Evan King Benjamin Lock      | Kimmer Coppejans Sergio Martos Gornés | 3:6, 6:3, 10–8  |
| 2019 | Max Purcell Luke Saville     | Hiroki Moriya Mohamed Safwat          | 7:5, 6:4        |
| 2018 | Alex Bolt Bradley Mousley    | Sekou Bangoura Nathan Pasha           | 7:6(6), 6:0     |
| 2017 | Bradley Mousley Luke Saville | Alex Bolt Andrew Whittington          | 6:2, 6:1        |
| 2016 | Luke Saville Jordan Thompson | Dayne Kelly Matt Reid                 | 6:1, 4:6, 13–11 |
| 2015 | Radu Albot Mitchell Krueger  | Adam Hubble Jose Statham              | 3:6, 7:5, 11–9  |